# Lecteria (Psaronius) abnormis
Lecteria (Psaronius) abnormis is een tweevleugelige uit de familie steltmuggen (Limoniidae). De soort komt voor in het Neotropisch gebied.